# Фуне
Фуне (фр. Founex) — громада  в Швейцарії в кантоні Во, округ Ньйон.

## Географія
Громада розташована на відстані близько 120 км на південний захід від Берна, 45 км на південний захід від Лозанни.
Фуне має площу 4,8 км², з яких на 32,2% дозволяється будівництво (житлове та будівництво доріг), 65,5% використовуються в сільськогосподарських цілях, 2,3% зайнято лісами, 0% не є продуктивними (річки, льодовики або гори).

## Демографія
2019 року в громаді мешкало 3776 осіб (+16,8% порівняно з 2010 роком), іноземців було 41,9%. Густота населення становила 788 осіб/км².
За віковим діапазоном населення розподілялося таким чином: 28,4% — особи молодші 20 років, 57,9% — особи у віці 20—64 років, 13,6% — особи у віці 65 років та старші. Було 1354 помешкань (у середньому 2,8 особи в помешканні).
Із загальної кількості 876 працюючих 74 було зайнятих в первинному секторі, 90 — в обробній промисловості, 712 — в галузі послуг.